# Favonigobius lateralis
Favonigobius lateralis är en fiskart som först beskrevs av Macleay, 1881.  Favonigobius lateralis ingår i släktet Favonigobius och familjen smörbultsfiskar. Inga underarter finns listade i Catalogue of Life.